# Slatka Valentina
Slatka Valentina (špa. Mi gorda bella) je venezuelanska telenovela. Glavne uloge tumače Natalia Streignard, Juan Pablo Raba i Hilda Abrahamz.

## Sinopsis
Valentina Villanueva Lanz je slatka i inteligentna djevojka. Moglo bi se reći da ima sve. Sve osim fizičke ljepote. Zbog toga je, iskompleksirana, utjehu našla u slatkišima kao antidepresivima. Uz sve to nije uspjela ispuniti prazninu u duši, ali je ispunila svoje tijelo i pretjerano se udebljala. No, naučila je voljeti sebe takvu kakva jest. Upravo je završila školovanje i došlo je vrijeme da se ponovno susretne s Evom Lanz, svojom majkom, poznatom pjevačicom s kojom je prestala živjeti s 8 godina, kad ju je njena teta Olimpia poslala u internat pod izgovorom da je udaljava od lošeg utjecaja majke koju je, nakon muževe smrti, ocrnjivala kao pijanicu.
Eva se ponovno susreće sa svojom kćeri na dan dodjele maturalnih svjedodžbi, ali odmah potom pogine u strašnoj nesreći, a Valentina ostane siroče. Njena baka, Celeste Villanueva, odluči da se Valentina treba preseliti u obiteljsku kuću ne sluteći kako će se to što je smatrala najboljim rješenjem pretvoriti u pravo mučenje za njezinu unuku koja će morati otrpjeti najstrašnija poniženja. U svom novom domu, u kući pokvarene Olimpije Mercouri, Valentina ne samo da će naići na mržnju svojih suparnika, nego će također zadobiti ljubav divnog Orestesa, zgodnog reklamnog agenta, koji će postati njen prijatelj i osoba od povjerenja i kojeg će Valentina s vremenom osvojiti svojom blagošću, tako da će je na kraju zvati moja slatka debeljuca.

## Uloge
| Glumac/glumica        | Lik                                                      |
| --------------------- | -------------------------------------------------------- |
| Natalia Streignard    | Valentina Villanueva Lanz / Bella de la Rosa Montiel     |
| Juan Pablo Raba       | Orestes Villanueva Mercouri / Srebrni Iris               |
| Hilda Abrahamz        | Olimpia Mercouri de Villanueva / María Joaquina Crespo † |
| Norkys Batista        | Chiquinquira Lorenz Rivero "Chiqui"                      |
| Jerónimo Gil          | Franklin Carreño                                         |
| Mimi Lazo             | Eva Lanz de Villanueva †                                 |
| Emma Rabbe            | Tza Tza Lanz                                             |
| Marianela González    | Pandora Emilia Villanueva Mercouri                       |
| Flavio Caballero      | Juan Ángel Villanueva                                    |
| Luciano D'Alessandro  | Roman Fonseca                                            |
| Belén Marrero         | Camelia Rivero de Lorenz "Muñeca"                        |
| Félix Loreto          | Lorenzo Lorenz / Lolo                                    |
| Aileen Celeste        | Ariadna Villanueva Mercouri                              |
| Carlos Felipe Alvarez | Aquiles Villanueva Mercouri                              |
| Prakriti Maduro       | Ninfa                                                    |
| Amalia Perez Diaz     | Celeste Villanueva de Dupont                             |
| Carlos Marquez        | Segundo Villanueva                                       |
| Marcos Moreno         | Roque Julia †                                            |
| Milena Torres         | Leticia                                                  |
| Ana Beatriz Osorio    | Beatriz Carreño                                          |
| Hugo Vásquez          | Jordi Rosales                                            |
| Sandra Martinez       | Fabiola                                                  |
| Daniel Anibal Blasco  | Samuel Robinson                                          |
| Mayra Africano        | Nereida                                                  |
| Nathalie Cortez       | Jessica López "J.Lo" "Pomposa”                           |
| Kareliz Ollarves      | Debora Pereira                                           |
| Laureano Olivares     | Careperro                                                |
| Rodolfo Renwick       | Jorge Campos                                             |
| Sonia Villamizar      | Natalia                                                  |
| Aleska Diaz Granados  | Vivian Durán                                             |
| Daniel Alvarado       | José Manuel Sevilla †                                    |
| Jose Manuel Ascensao  | Ezquinaci                                                |
| Llena Aloma           | Pepa López Castro "Pepita"                               |
| Jose Angel Avila      | José Ignacio Pacheco                                     |
| Abelardo Behna        | Alejandro Silva                                          |
| Kelvin Elizonde       | Juan Carlos                                              |
| Manuel Salazar        | Luis Felipe Villanueva †                                 |